# ناحیه مراهنه
ناحیه مراهنه (به عربی: دائرة المراهنة) یک ناحیه در الجزایر است که در استان سوق اهراس واقع شده‌است. ناحیه مراهنه ۲۵٬۳۹۸ نفر جمعیت دارد.